# Doppio intrigo
Doppio intrigo (The Double McGuffin) è un film statunitense del 1979 diretto da Joe Camp.
È un film giallo con Ernest Borgnine, George Kennedy e Elke Sommer. All'inizio del film, il narratore (Orson Welles) informa il pubblico che un MacGuffin è un oggetto che funge da punto focale della trama nel genere thriller. Questa pellicola contiene due di questi oggetti.

## Trama
Stati Uniti d'America fine anni 70. Un gruppo di giovani studenti di un college, ben noto alle forze dell'ordine locali per una serie di ripetute intemperanze, trova in successione una valigetta piena di soldi, un cadavere e una mano mozzata. Tutti questi elementi, però, spariscono velocemente e senza lasciare alcuna traccia, rendendo quindi vana qualsiasi possibilità di essere creduti una volta raccontato l'accaduto alla polizia. Dopo un tentennamento iniziale, i ragazzi, decidono di indagare da soli. Scoprono così una serie di indizi che li porta a smascherare la pianificazione di un assassinio politico, legato ad un imminente evento scolastico, organizzato nel loro college. Senza poter contare sull'aiuto di nessuno decidono di bloccare i malviventi da soli.

## Produzione
Il film fu diretto, sceneggiato e prodotto da Joe Camp per la Mulberry Square Productions e girato a Charleston, in Carolina del Sud, e a Rome, a Savannah e nell'Agnes Scott College di Decatur, in Georgia[.

## Distribuzione
Il film fu distribuito negli Stati Uniti nel giugno del 1979 al cinema dalla Mulberry Square Releasing.
Alcune delle uscite internazionali sono state:
- in Ungheria (Dupla McGuffin)
- in Polonia (Podwójny McGuffin)
- in Italia (Doppio intrigo)